# La Rose des sables (film)
Pour les articles homonymes, voir Rose des sables (homonymie).
Pour plus de détails, voir Fiche technique et Distribution.
La Rose des sables (لوس, وردة الرمال, Louss, warda al-rimal) est un film algérien réalisé par Rachid Benhadj, sortié en 1989.

## Synopsis
Un jeune handicapé qui s'appelle Moussa suit les cours d'école dans une oasis. Sa sœur Zineb doit s'occuper de lui et le protéger. Dans le désert, Moussa voudrait faire pousser un rosier...

### Commentaires
Un film poétique et sensible, « un hymne à la solidarité et à l'espoir ».

## Fiche technique
- Titre français : La Rose des sables
- Titre original : لوس, وردة الرمال (Louss, warda al-rimal)
- Réalisation : Rachid Benhadj
- Scénario : Rachid Benhadj et Maria Cristina Paterlini
- Photographie : Isma Lakdhar Hamina et Mustapha Belmihoub.
- Musique : Maria Cristina Paterlini
- Sociétés de production : ENTV
- Sociétés de distribution : Télévision Algérienne
- Pays d'origine :  Algérie
- Langues originales : arabe
- Format : Couleurs - 2,35:1 - 35 mm
- Genre : Dramatique
- Durée : 110 minutes
- Dates de sortie :  
  -  Algérie : 1989
  -  France : 12 décembre 1990

## Distribution
- Boubakeur Belaroussi : Moussa
- Dalila Helilou : Zineb
- Athmane Ariouet : Tahar
- Sirat Boumediène : Rachid
- Karima Hadjar : Meriem
- Nawal Zaatar : Samia
- Doudja : Bakhta

## Distinctions

### Récompenses et nominations
- Prix de la Critique au Festival du film méditerranéen de Montpellier en 1989.
- Dauphin d'or au Festróia, Festival international du film de Tróia en 1990.